# Pterolophia vagevittata
Pterolophia vagevittata là một loài bọ cánh cứng trong họ Cerambycidae.